# Кулнинг

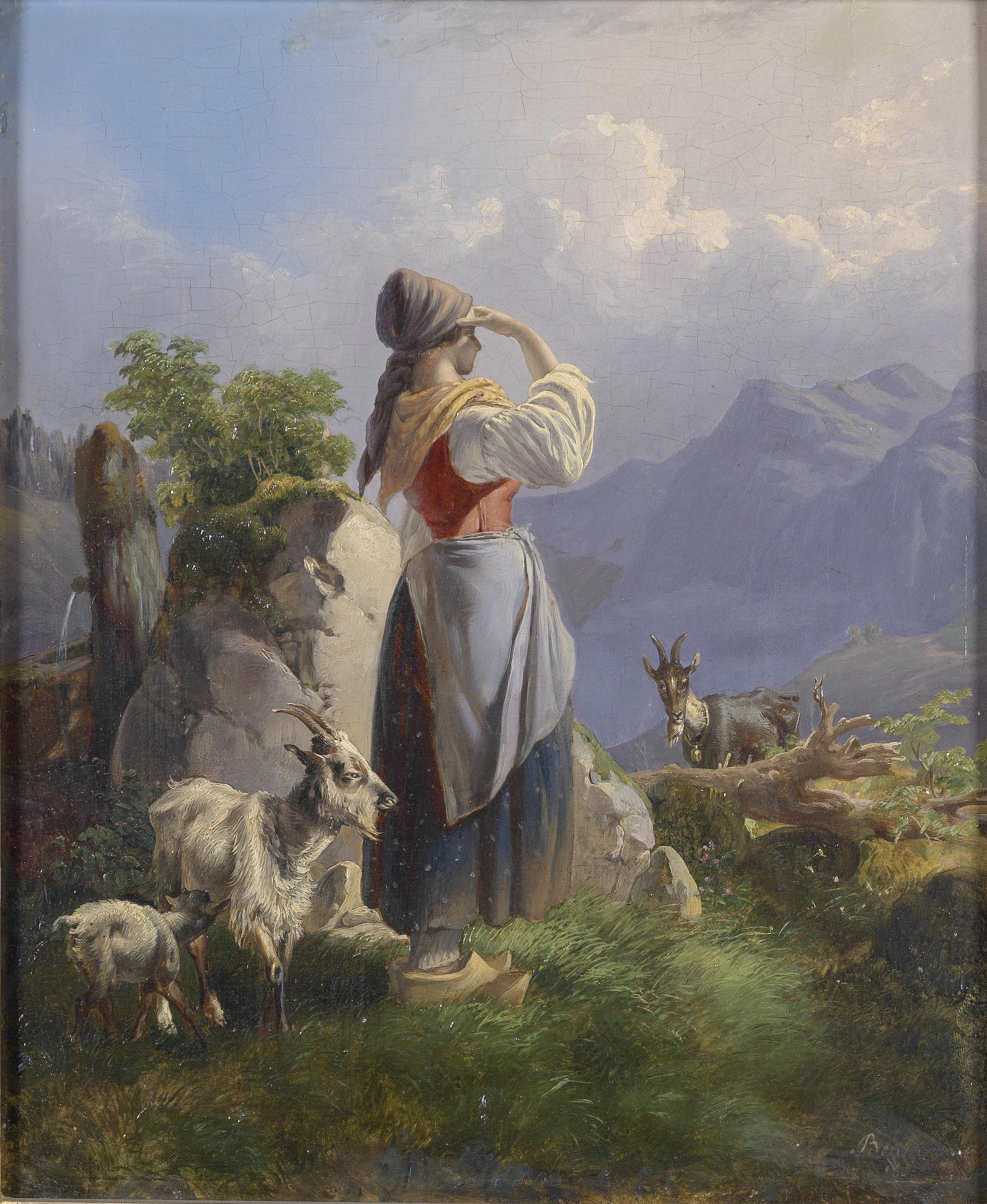
Эммерих Бенкерт. Взгляд вдаль (до 1855)

Кулнинг (норв. lålning, kauking, kulokker; швед. lockrop, kauking) — пастуший зов, вокальная техника по принципу ёйги, йойка или йодля, традиционно используемая в Швеции (провинция Даларна), Норвегии, а также в Финляндии, чтобы созывать пасущихся животных или отпугивать хищников (волков и медведей). 
Со времён Средневековья на западе Европы пасти скот обычно заставляли женщин (пасту́шки), поэтому кулнинг исполняется женщинами.
Кулнинг является древнейшей музыкальной формой в Скандинавии и представляет собой простую меланхоличную мелодию с высокими назальными нотами. Она может быть импровизированной либо определённой, выражающей некий сигнал. Сильный высокий голос без вибрато слышен и различим на многие километры и проще в выражении, нежели крик, напрягающий голосовые связки.
В прежние времена люди не расценивали кулнинг как музыку, рассматривая его лишь как способ контроля за животными и общения между далеко расположенными высокогорными поселениями. Сегодня кулнинг обогатил шведскую и норвежскую фолк- и поп-музыку.

### Примеры использования
- 1986 — фильм «Жертвоприношение» Андрея Тарковского
- 2013 — в саундтреке американского мультфильма 2013 г. «Холодное сердце»[4]
- 2013 — в видеоигре «Brothers: A Tale of Two Sons»[5]
- 2013 — в сериале «Викинги»
- 2018 — в саундтреке к фильму «Человек-муравей и Оса»[4]